# 3 Pomorski Lotniczy Pułk Szkolno-Bojowy
3 Pomorski Lotniczy Pułk Szkolno-Bojowy – oddział lotnictwa Wojska Polskiego istniejący w latach 1944–1992.

## Historia
Pod koniec sierpnia 1944 w skład  1 Armii WP włączono radziecki 611 Pułk Lotnictwa Szturmowego (611-й штурмовой авиационный полк) sformowany według etatu Nr 015/282 o ogólnym stanie 199 osób (rozkaz ogólny Nr 0211 dowódcy  1 AWP z dnia 28 sierpnia 1944 r. o włączeniu przybyłych jednostek w skład armii).
Dwa dni później pułk został podporządkowany dowódcy 1 Dywizji Lotniczej, płk Józefowi Smadze (rozkaz dowódcy  1 AWP Nr 0213/KG z dnia 30 sierpnia 1944 r. „o tymczasowej organizacji dowództwa 1 dywizji lotniczej”).

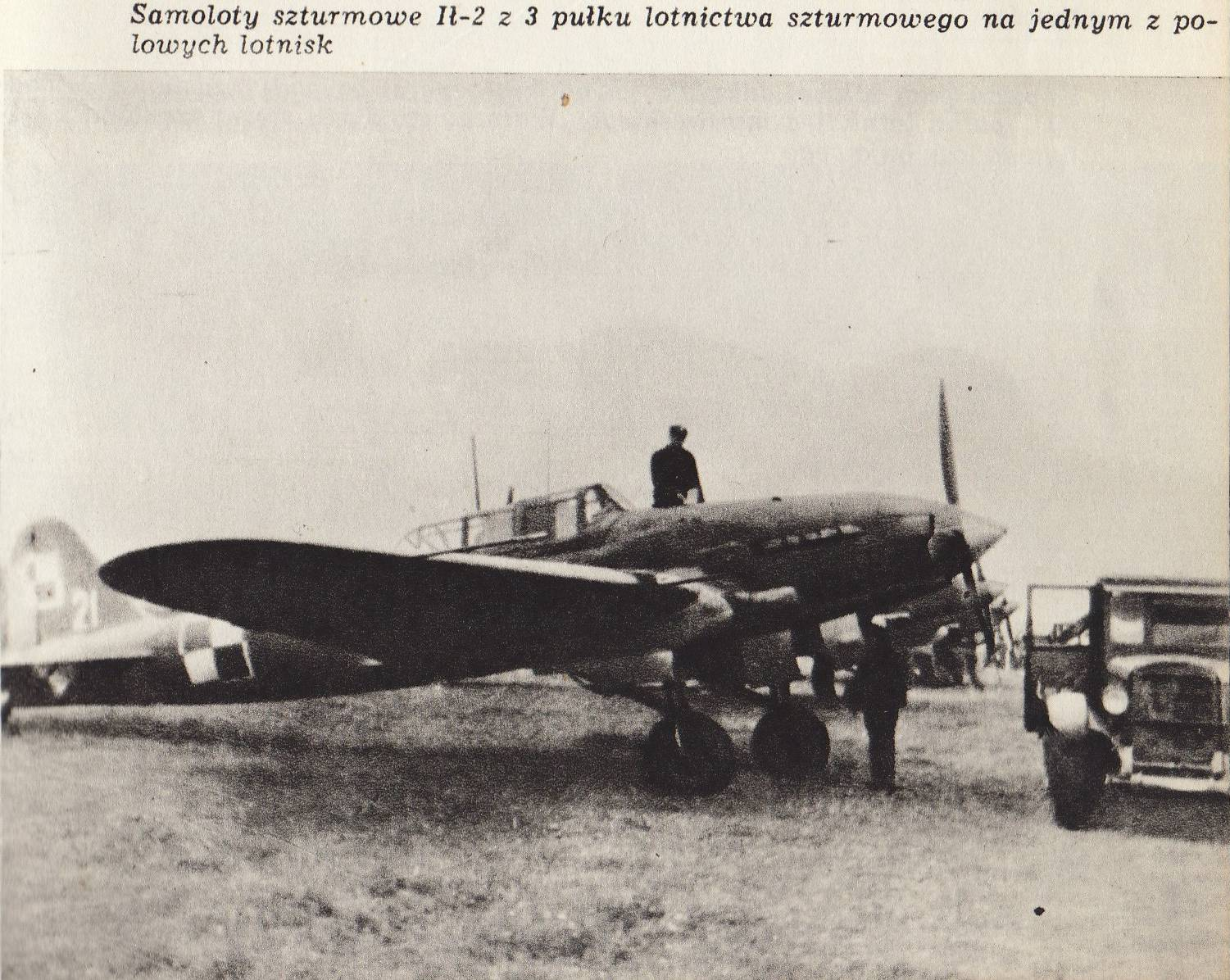
Polski Ił-2 w barwach 3 Pułku Lotnictwa Szturmowego na lotnisku polowym

31 października 1944 r. 1 Dywizję Lotnictwa przemianowano na 4 Mieszaną Dywizję Lotnictwa, a 611 Pułk Lotnictwa Szturmowego na  3 Pułk Lotnictwa Szturmowego (rozkaz nr 91 ND WP z 31 sierpnia 1944 r. „o organizacji związków i jednostek lotniczych”).
Po zakończeniu działań wojennych pułk wraz z 73 Batalionem Obsługi Lotnisk został przebazowany na lotnisko w Bydgoszczy.
W styczniu 1946 r. rozformowano Dowództwo 1 Dywizji Lotnictwa Bombowego oraz 4 i 5 Pułk Lotnictwa Bombowego w związku z czym przemianowano: 1 Pomorską Mieszaną Dywizję  Lotnictwa na 2 Pomorską Dywizję Lotnictwa Szturmowego, a 2 i 3 Pułk Lotnictwa Szturmowego na 4 i 5 Pułk Lotnictwa Szturmowego (rozkaz Nr 019/Org. ND WP z dnia 22 stycznia 1946 r. i rozkaz Nr 08 dowódcy Lotnictwa WP z 24 stycznia 1946 r.).
W tym samym czasie jednostkę przeniesiono na lotnisko Lublinek w Rudzie Pabianickiej.
We wrześniu 1950 r. pułk, stacjonujący wówczas w Elblągu, został podporządkowany dowódcy 8 Dywizji Lotnictwa Szturmowego (rozkaz Nr 070/Org. MON z dnia 11 lipca 1950 r. i rozkaz Dowódcy Wojsk Lotniczych Nr 0160/Org. z dnia 1 września 1950 r.)
W okresie od 1 maja do 1 listopada 1952 r. na bazie 5 PLSz sformowano w Elblągu Dowództwo 13 Dywizji Lotnictwa Szturmowego, 50 Pułk Lotnictwa Szturmowego, 66 Kompanię łączności i 56 Ruchome Warsztaty Remontu Lotnictwa. Wymienione oddziały i pododdziały wraz z 51 Pułkiem Lotnictwa Szturmowego formowanym w Gdańsku – Wrzeszczu zostały podporządkowane dowódcy 13 DLSz.  (rozkaz Nr 0096/Org. MON z dnia 11 grudnia 1951 r.).
W listopadzie 1952 r. zaniechano formowania 13 DLSz. Rozformowano dowództwo dywizji i 50 PLSZ oraz pododdziały dywizyjne. 5 Pułk Lotnictwa Szturmowego ponownie podporządkowano dowódcy 8 Dywizji Lotnictwa Szturmowego, a 51 Pułk Lotnictwa Szturmowego podporządkowano dowódcy 16 Dywizji Lotnictwa Szturmowego (rozkaz Nr 0078/Org. MON z dnia 19 listopada 1952 r.)
W sierpniu 1964 r.  5 Pułk Lotnictwa Myśliwsko-Szturmowego otrzymał nazwę wyróżniającą „Pomorski” (rozkaz nr Pf-40/MON Ministra Obrony Narodowej z dnia 25 sierpnia 1964 r. w sprawie nadania historycznej nazwy 5 PLMSz).
W maju 1967 r. pułk przyjął dziedzictwo tradycji oraz nazwę i numer 3 Pułku Lotnictwa Szturmowego stając się 3 Pomorskim Pułkiem Lotnictwa Myśliwsko-Bombowego (rozkaz nr 07/MON Ministra Obrony Narodowej z dnia 4 maja 1967 r. w sprawie przekazania jednostkom wojskowym historycznych nazw i numerów oddziałów frontowych oraz ustanowienia dorocznych świąt jednostek).
W lutym 1988 r. 3 PLMB został podporządkowany dowódcy 3 Brandenburskiej Dywizji Lotnictwa Myśliwsko-Bombowego (zarządzenie Nr 06 Dowódcy Wojsk Lotniczych z dnia 23 lutego 1982 r.).
We wrześniu 1988 r. pułk przemianowano na 3 Pomorski Lotniczy Pułk Szkolno-Bojowy. Samoloty Su-7 zostały zastąpione przez samoloty „Iskra”.
W terminie do dnia 30 kwietnia 1992 r. 3 Pomorski Lotniczy Pułk Szkolno-Bojowy został rozformowany.
W dniu 6 marca 1992 r. odbyło się uroczyste rozformowanie jednostki, na którym pożegnano sztandar pułku.
| Nazwa pododdziału                           | Miejsce stacjonowania |
| ------------------------------------------- | --------------------- |
| dowództwo pułku                             | Bydgoszcz             |
| 1 eskadra lotnictwa myśliwsko–bombowego     | Bydgoszcz             |
| 2 eskadra lotnictwa myśliwsko–bombowego     | Bydgoszcz             |
| 3 eskadra lotnictwa myśliwsko–bombowego     | Bydgoszcz             |
| 27 batalion łączności i ubezpieczenia lotów | Bydgoszcz             |
| 38 batalion zaopatrzenia                    | Bydgoszcz             |
| eskadra techniczna                          | Bydgoszcz             |
| 107 bateria przeciwlotnicza                 | Bydgoszcz             |
| 28 bateria przeciwlotnicza                  | Bydgoszcz             |
| 4 komenda lotniska stałego                  | Bydgoszcz             |
| posterunek radiolokacyjny                   | Wojnowo               |
| komenda lotniska zapasowego                 | Płoty (Makowiczki)    |
| drogowy odcinek lotniskowy                  | Koronowo              |